# Leopold Heinrich Fugger von Babenhausen
Leopold Heinrich Karl Friedrich Maria Fugger von Babenhausen (Sopron, 18 luglio 1893 – Amburgo, 8 luglio 1966) è stato un nobile e generale tedesco.

## Biografia
Figlio secondogenito del principe Karl Georg Fugger von Babenhausen (1861-1925) e di sua moglie, la principessa Eleonore Fugger von Hohenlohe-Bartenstein (1864-1945), Leopold Heinrich nacque a Sopron, in Ungheria.
Come suo padre e suo nonno, Leopold Heinrich intraprese la carriera militare, unendosi il 27 gennaio 1913  al 26º reggimento dragoni tedesco dell'esercito del Württemberg. Quando scoppiò la prima guerra mondiale, venne impiegato come ufficiale comandante di plotone sul fronte occidentale. Nel luglio del 1915 venne trasferito nelle Fliegertruppe come osservatore e poi prestò servizio nella Feldflug-Abteilung. Dopo aver ricevuto entrambe le classi della Croce di Ferro , l'8 giugno 1917 venne insignito della Croce di Cavaliere dell'Ordine al Merito Militare. Nel novembre del 1917 ricevette la croce di cavaliere dell'Ordine Reale degli Hohenzollern con spade ed il 6 giugno 1918 la croce di Cavaliere di II Classe dell'Ordine di Federico con spade. Dopo la fine della guerra, il conte si ritirò dal servizio militare il 2 gennaio 1919.
Il 1º ottobre 1935, rientrò in servizio per la Luftwaffe e venne promosso al rango di capitano. Seguì un corso presso la scuola di fotografia aerea di Hildesheim fino alla fine dell'anno, prestando poi servizio dal gennaio del 1936 sino al gennaio del 1938 come ufficiale presso lo staff del III comando della Luftgau a Berlino. Durante questo periodo fu impiegato da luglio a fine ottobre del 1937 nello staff della Legione Condor nella guerra civile spagnola. Dal gennaio 1938 alla fine dell'agosto del 1939, Fugger prestò nuovamente servizio nello staff della Legione Condor. Dopo il suo ritorno in Germania fu collocato nel dipartimento centrale del Ministero dell'Aviazione del Reich dove lavorò come consulente sino alla fine di agosto 1939. Nel 1939, Fugger fu inoltre consigliere militare nel film di propaganda nazista Im Kampf gegen den Weltfeind: Deutsche Freiwillige in Spanien, del regista Karl Ritter.
Con lo scoppio della seconda guerra mondiale, Fugger ricevette lo status di ufficiale per incarichi speciali il 1 settembre 1939 e fu assegnato all'area aeroportuale di Neustadt per l'istruzione delle truppe, rimanendo con tale qualifica sino alla metà del 1940. Dal 19 gennaio del 1940 al luglio del 1942 fu secondo ufficiale dello stato maggiore del quartiermastro della Luftmarine; venne promosso colonnello il 1º agosto 1941. Dal luglio del 1942 al gennaio del 1943 fu comandante dell'area aeroportuale 1 nel distretto militare XVII (Vienna), quindi fino al luglio 1943 fu comandante dell'area aeroportuale nel distretto militare VIII (Breslavia) e infine fino all'inizio di maggio 1945 fu comandante dell'area aeroportuale nel distretto militare IV (Sassonia). Il 30 gennaio 1945 venne promosso al grado di maggiore generale. Negli ultimi giorni di guerra, Fugger venne posto a capo dello staff del commando VIII della Luftgau. Il 7 maggio 1945 venne fatto prigioniero dai sovietici e trasferito nel campo di prigionia 5110/48 di Vojkovo.
Fu rilasciato dalla prigionia il 25 giugno 1955 e tornò in Germania. Si trasferì ad Amburgo dove morì l'8 luglio 1966.

## Matrimonio e figli
Nel 1924 Fugger sposò Vera Czernin von Chudenitz und Morzin (1904–1959) a Vienna, dalla quale ebbe quattro figli. Questo matrimonio si concluse con un divorzio civile nel 1936 e venne definitivamente annullato dal tribunale della Sacra Rota nel 1937. Nel giugno 1938 Vera Czernin si risposò con l'ex cancelliere austriaco Kurt Schuschnigg, all'epoca prigioniero dei nazisti.

## Ascendenza
|                                                                             |                                                                                |                                                  | Genitori                                         |  |  | Nonni |  |  | Bisnonni                                                 |  |  | Trisnonni                                                      |  |
|                                                                             |                                                                                |                                                  |                                                  |  |  |       |  |  | Anton Fugger von Babenhausen, II principe di Babenhausen |  |  | Anselm Maria Fugger von Babenhausen, I principe di Babenhausen |  |
|                                                                             |                                                                                |                                                  |                                                  |  |  |       |  |  | Anton Fugger von Babenhausen, II principe di Babenhausen |  |  | Anselm Maria Fugger von Babenhausen, I principe di Babenhausen |  |
|                                                                             |                                                                                | Maria Antonia Elisabeth von Waldburg-Wurzach     |                                                  |  |  |       |  |  | Anton Fugger von Babenhausen, II principe di Babenhausen |  |  |                                                                |  |
| Karl Ludwig Fugger von Babenhausen, IV principe di Babenhausen              |                                                                                |                                                  |                                                  |  |  |       |  |  | Anton Fugger von Babenhausen, II principe di Babenhausen |  |  |                                                                |  |
|                                                                             |                                                                                | Franziska Xaveria von Hohenlohe-Bartenstein      | Karl Joseph von Hohenlohe-Bartenstein            |  |  |       |  |  |                                                          |  |  |                                                                |  |
|                                                                             |                                                                                | Franziska Xaveria von Hohenlohe-Bartenstein      | Karl Joseph von Hohenlohe-Bartenstein            |  |  |       |  |  |                                                          |  |  |                                                                |  |
|                                                                             |                                                                                | Franziska Xaveria von Hohenlohe-Bartenstein      | Enrichetta Carlotta di Württemberg               |  |  |       |  |  |                                                          |  |  |                                                                |  |
| Karl Georg Fugger von Babenhausen, V principe di Babenhausen                |                                                                                | Franziska Xaveria von Hohenlohe-Bartenstein      |                                                  |  |  |       |  |  |                                                          |  |  |                                                                |  |
|                                                                             |                                                                                | Karl Theodor Christalnigg von und zu Gilitzstein | Franz Dismas Christalnigg von und zu Gilitzstein |  |  |       |  |  |                                                          |  |  |                                                                |  |
|                                                                             |                                                                                | Karl Theodor Christalnigg von und zu Gilitzstein | Franz Dismas Christalnigg von und zu Gilitzstein |  |  |       |  |  |                                                          |  |  |                                                                |  |
|                                                                             |                                                                                | Karl Theodor Christalnigg von und zu Gilitzstein | Johanna Philippine von Rechbach auf Mederndorf   |  |  |       |  |  |                                                          |  |  |                                                                |  |
| Friederike Christalnigg von und zu Gilitzstein                              |                                                                                | Karl Theodor Christalnigg von und zu Gilitzstein |                                                  |  |  |       |  |  |                                                          |  |  |                                                                |  |
|                                                                             |                                                                                | Pauline Gabriele von Egger                       | Ferdinand Johann von Egger                       |  |  |       |  |  |                                                          |  |  |                                                                |  |
|                                                                             |                                                                                | Pauline Gabriele von Egger                       | Ferdinand Johann von Egger                       |  |  |       |  |  |                                                          |  |  |                                                                |  |
|                                                                             |                                                                                | Pauline Gabriele von Egger                       | Maria Josepha von Gailberg                       |  |  |       |  |  |                                                          |  |  |                                                                |  |
| Leopold Heinrich Fugger von Babenhausen                                     |                                                                                | Pauline Gabriele von Egger                       |                                                  |  |  |       |  |  |                                                          |  |  |                                                                |  |
|                                                                             | Ludwig Albrecht von Hohenlohe-Bartenstein, V principe di Hohenlohe-Bartenstein | Karl Joseph von Hohenlohe-Bartenstein            |                                                  |  |  |       |  |  |                                                          |  |  |                                                                |  |
|                                                                             | Ludwig Albrecht von Hohenlohe-Bartenstein, V principe di Hohenlohe-Bartenstein | Karl Joseph von Hohenlohe-Bartenstein            |                                                  |  |  |       |  |  |                                                          |  |  |                                                                |  |
|                                                                             | Ludwig Albrecht von Hohenlohe-Bartenstein, V principe di Hohenlohe-Bartenstein | Enrichetta Carlotta di Württemberg               |                                                  |  |  |       |  |  |                                                          |  |  |                                                                |  |
| Carl Ludwig von Hohenlohe-Bartenstein, VI principe di Hohenlohe-Bartenstein | Ludwig Albrecht von Hohenlohe-Bartenstein, V principe di Hohenlohe-Bartenstein |                                                  |                                                  |  |  |       |  |  |                                                          |  |  |                                                                |  |
|                                                                             |                                                                                | Henriette Wilhelmine von Auersperg               | Karl Wilhelm von Auersperg                       |  |  |       |  |  |                                                          |  |  |                                                                |  |
|                                                                             |                                                                                | Henriette Wilhelmine von Auersperg               | Karl Wilhelm von Auersperg                       |  |  |       |  |  |                                                          |  |  |                                                                |  |
|                                                                             |                                                                                | Henriette Wilhelmine von Auersperg               | Marianne Augusta von Lenthe                      |  |  |       |  |  |                                                          |  |  |                                                                |  |
| Eleonora von Hohenlohe-Bartenstein                                          |                                                                                | Henriette Wilhelmine von Auersperg               |                                                  |  |  |       |  |  |                                                          |  |  |                                                                |  |
|                                                                             |                                                                                | Jaroslaw von Sternberg                           | Josef Leopold von Sternberg                      |  |  |       |  |  |                                                          |  |  |                                                                |  |
|                                                                             |                                                                                | Jaroslaw von Sternberg                           | Josef Leopold von Sternberg                      |  |  |       |  |  |                                                          |  |  |                                                                |  |
|                                                                             |                                                                                | Jaroslaw von Sternberg                           | Karoline von Walsegg                             |  |  |       |  |  |                                                          |  |  |                                                                |  |
| Rosa Caroline von Sternberg                                                 |                                                                                | Jaroslaw von Sternberg                           |                                                  |  |  |       |  |  |                                                          |  |  |                                                                |  |
|                                                                             |                                                                                | Eleonóra Orczy                                   | József Orczy                                     |  |  |       |  |  |                                                          |  |  |                                                                |  |
|                                                                             |                                                                                | Eleonóra Orczy                                   | József Orczy                                     |  |  |       |  |  |                                                          |  |  |                                                                |  |
|                                                                             |                                                                                | Eleonóra Orczy                                   | Franciska Xaveria Pejácsevich de Veröcze         |  |  |       |  |  |                                                          |  |  |                                                                |  |
|                                                                             |                                                                                | Eleonóra Orczy                                   |                                                  |  |  |       |  |  |                                                          |  |  |                                                                |  |